# کوکه (نان)
کوکه یا ایشلی کوکه یکی از نان‌های محلی و محبوب آذری‌ها است که بافتی نرم و معطر دارد.
این نان به نام‌های چوچه تبریزی و ایشلی فطیر نیز شناخته می‌شوند.
طرز پخت نان ایشلی کوکه تبریز بسیار ساده است. و به دو صورت ساده و مغزدار تهیه و برای صبحانه یا عصرانه استفاده می‌شود.
نان ایشلی کوکه شباهت زیادی به نان شیرمال و نان گیس باف دارد.